# Zborovský hrad
Hrad Zborov (též Makovica) je zřícenina slovenského hradu blízko obce Zborov v okrese Bardejov. Nejstarší zmínky o tomto hradu pocházejí ze začátku 14. století. V letech 1364–1470 byl v majetku Cudarovců, po jejich vymření daroval uherský král Matyáš Korvín panství Rozgonyiovcům, kteří zde sídlili do roku 1512. Po nich přešel do vlastnictví Tárczayovcům, kterým patřil do roku 1548. Serédyovcům patřil v letech 1548–1601. V roce 1601 hrad koupili Rákociové. V období stavovských povstání byl napaden císařským vojskem a v roce 1684 ho zbouralo. Později ho poškodily i boje mezi Rusy a Rakušany v době první světové války.

## Dějiny hradu
Období konsolidace vnitřních poměrů v Uhersku a upevnění ústřední královské moci panovníkem Karlem Robertem po roce 1317, možno klást stavební počátky Zborovského hradu na vyjmutém majetku a následně vznik hradního panství Makovica.

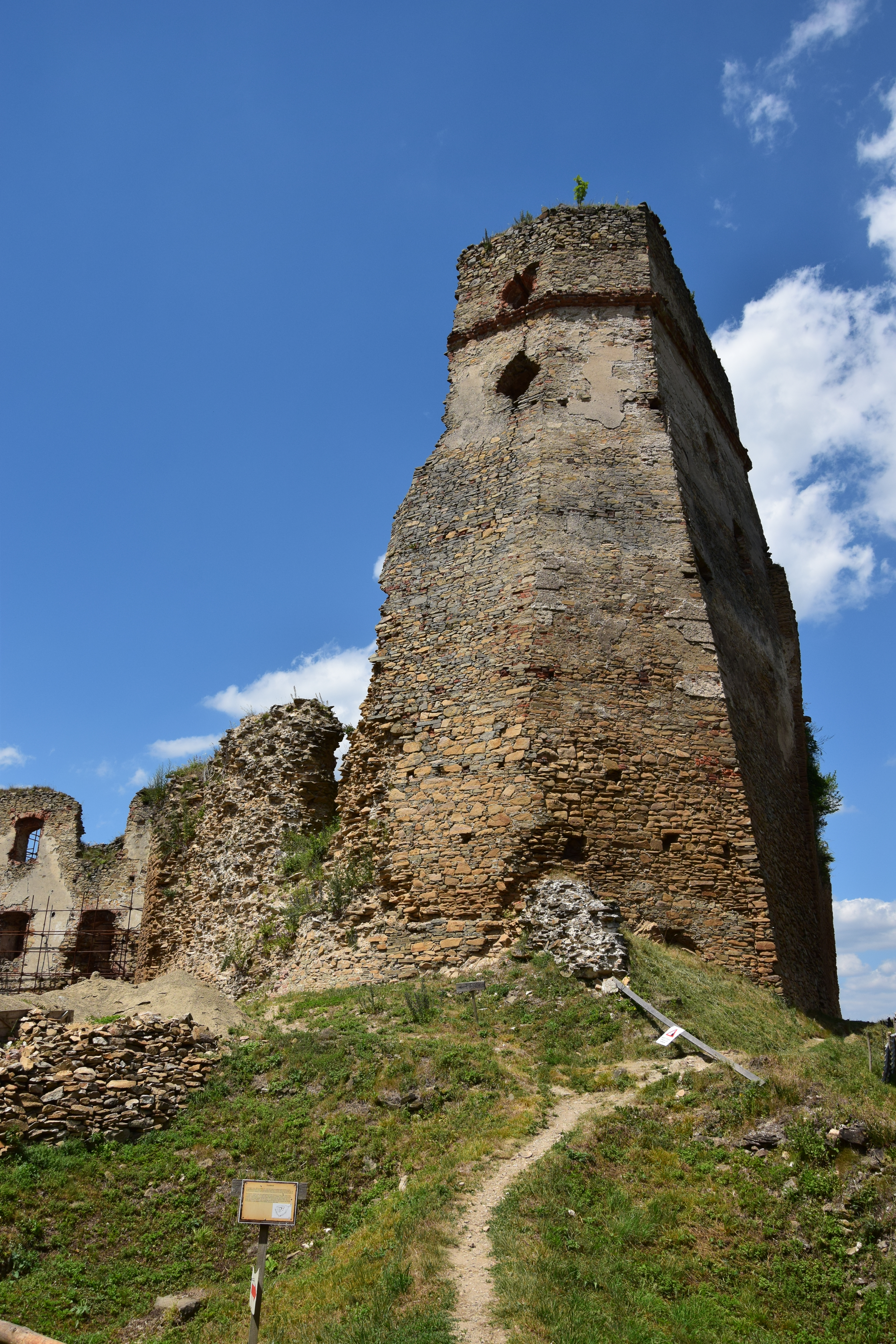
Věž horního hradu

Zatím není známa hodnověrná listina, která by blíže objasňovala dobu a důvody vedoucí k výstavbě hradu. Podle jeho polohy analogické s polohou hradů Ľubovňa a Nedeca se usuzuje, že původně měl plnit strážní funkci na obchodní stezce a funkci pohraničního hradu. Nicméně velice brzy se stal i sídlem feudálního dominia. Problém doby vzniku a jeho prvotní podoby by za těchto okolností mohl rámcově vyřešit jen archeologický výzkum. I když odborná polemika na toto téma není ukončena, na základě písemných pramenů není možno potvrdit, že by vznikl v druhé nebo dokonce v první polovině 13. století.
První ověřenou písemnou zprávou o existenci hradu Makovica je listina krále Ludvíka I. Velikého z roku 1347, kterou zakázal kastelánům „de Makauicha“ Štefanovi Bebekymu a Jurajovi Bebekymu ohrožovat vlastnictví Thekulovců na majetku Smilno a lákat poddané na makovické panství. Téhož roku nařídil kastelánům, aby nebránili obyvatelům Bardejova užívat majetek v Mokroluhu darovaný Bardejovu jeho otcem Karlem Robertem. I první hodnověrná písemná zpráva vztahující se k vesnici Zborov byla vydána v souvislosti s domáháním se majetkových práv smilnianskými Thekulovci, kteří si stěžovali u krále a žádali vrácení celého panství Smilno. Na podnět vyplývající z pověření Ludvíka I. Velikého vykonal zástupce Jágerské kapituly obhlídku smilnianského panství a v listině z roku 1355 uvádí kromě jiných vesnic i hrad Makovica. Z listiny se dále dozvídáme o osídlování hradního panství Makovica – Zborov a pohraničních oblastí kastelánem Mikulášem Forgáčem, který si od krále Ludvíka I. zároveň vymohl povolení k otevření dolů na stříbro (asi v Koldoríně a u vsi Zlaté).
Nároky Thekulovců nebyly uspokojeny a už v roce 1364 získal královské hradní panství Makovica spolu se smilnianským panstvím do dědičné držby šlechtic Peter Cudar z Olnoru a do nájmu mýta v Bardejově a Gaboltově. Cudarovci vzápětí rozšířili hradní panství o majetky z panství Radoma a Kurima a později do roku 1387 i o panství Stročín. Vytvořili tak rozsáhlé feudální dominium v severním Šariši, jedno z největších na tehdejším Slovensku. Zintenzívnili osídlování započaté jejich předchůdci, k čemuž přispěla i dohoda s jágerským biskupem ohledně placení desátků. Při tomto dosídlování se v roce 1357 na stročínském panství poprvé setkáváme s nově přistěhovaným obyvatelstvem nazývaným v pramenech Valachi anebo Rutheni (Valaši, Rusíni), které záhy významně a příznivě ovlivnilo hospodaření na stročínském a později, hlavně od 15. století, i na makovickém panství. Odrazilo se to v hustotě osídlení v první třetině 15. století. V daňovém soupisu z roku 1427 je majetkem Cudarovců 46 osad s 1321 usedlostmi (nově přistěhovaní Valaši byli osvobozeni od daní, protože v roce 1415 bylo uvedeno 64 osad.), z toho ve Zborově bylo 35 usedlostí, což jej zařazovalo mezi větší vesnice (Kurima měla 102, Hažlín 77, Smilno 45, Gaboltov 36 usedlostí).
Nepříznivé politické poměry v Uhersku v následujícím období vážně narušily charakter a hustotu osídlení. Polská vojenská tažení v letech 1439–1444, 1471 a 1491–1492 přes makovické panství, působení Jiskrových žoldnéřských vojsk, chaos v zemi a feudální anarchie byly spojeny s boji o uprázdněný uherský trůn a podnítily činnost loupežných bratřických skupin a hromadný odchod poddaných z panství. Tento stav trval až do konce 15. století. Po vymření Cudarovců v roce 1470 daroval uherský král Matyáš Korvín makovické hradní panství s hradem majitelům stropkovského hradního panství pánům z Rozhanovců (Rozgonyiovcům). Noví majitelé ve snaze omezit odliv poddaných z panství provedli reformu v zeměpanské části feudální renty. Navzdory tomu v roce 1494 poklesl počet zdaněných usedlostí oproti roku 1427 z 1321 na 293,5.
V roce 1493 získal hradní panství slezský šlechtic Schellenberg a po něm v roce 1522 páni z Torysy (Tarczayovci). V bojích o uherský trůn podporovali Jána Zápoľského a po jeho porážce jim bylo dominium v roce 1548 králem Ferdinandem I. odňato a přiděleno jeho přívrženci magnátovi Gašparovi Šeredymu. Po jeho smrti v roce 1557 zdědil panství jeho syn Juraj Šeredy a po něm ho získal Andrej Balassa. Nakonec ho do roku 1601 vlastnil polský magnát Ján z Ostrogu, který se oženil s dcerou Juraje Šeredyho. Za Šeredyovců se hospodářské a sídelní poměry na panství výrazně zkonsolidovaly. Šeredyovci podporovali obchod, vymohli od Ferdinanda I. týdenní trhy a dva výroční jarmarky pro zeměpanské městečko Kurimu. Opět zahájili dosídlování panství podle valašského práva především Rusíny z polské Haliče, což se odrazilo v etnické skladbě poddaných na panství Makovica–Zborov.
Ján z Ortrogu prodal v roce 1601 makovické panství spolu s hradem Žikmundovi Rákocimu za osmdesát tisíc dukátů a jeho potomci v roce 1611 vyplatili ještě dalších třináct tisíc dukátů. Tato suma předpokládá roční ziskovost z panství osm tisíc dukátů. Ekonomická základna panství byla v té době mimořádně silná. Z urbáře hradního panství z 3. října 1618 se dozvídáme, že začátkem 17. století hospodařilo ve Zborově okolo 35 selských domácností, které měly koně a dobytek. Asi 50 domácností neužívalo pozemek. Šlo o služebnictvo na hradě a o železáře. Poprvé jsou zde uvedeni i řemeslníci: 4 tkalci, zámečník, uhlíř, švec a krejčí. Ve Zborově bydlelo i osazenstvo panského dvora a fary. Součástí panského dvora byl mlýn, pila na vodní pohon, dva hostince, pekárna, tkalcovská dílna na výrobu lněného plátna a sukna, ale dvůr se specializoval hlavně na chov ovcí a beranů v počtu 968 kusů a koz v počtu 108 kusů. Ke dvoru patřil mlýn na střelný prach a sklárna, která byla zřízena v Bardejovské Nové Vsi a koncem 17. století se přestěhovala do Stebnícké Huty. Ve Smilně byli vystavěny rybníky. Navzdory stavovským povstáním, na kterých se podíleli i Rákociové, rozvíjela se zde řemesla. Zdejší tkalci, ševci, krejčí a kožešníci se podle vzoru větších měst sdružovali do cechů (tkalci zřídili cech v roce 1675, ševci a obuvníci v roce 1690 a později i krejčí a kožešníci). V roce 1691 vzniklo Bratrstvo sv. Růžence. Začátkem 18. století po neúspěšném povstání Františka Rákociho II. bylo panství zkonfiskováno a rozděleno. Část získal hrabě Aspremont, manžel Juliany Rákociové, sestry Františka Rákociho II., část Szirmyové a menší čé Erdöyové.

## Stavební vývoj hradu
Zborovský hrad byl postaven pravděpodobně ve třetím a čtvrtém desetiletí 14. století patrně na ochranu uherského pohraničí a obchodní cesty do Polska. První písemná zmínka o něm pochází z roku 1347.

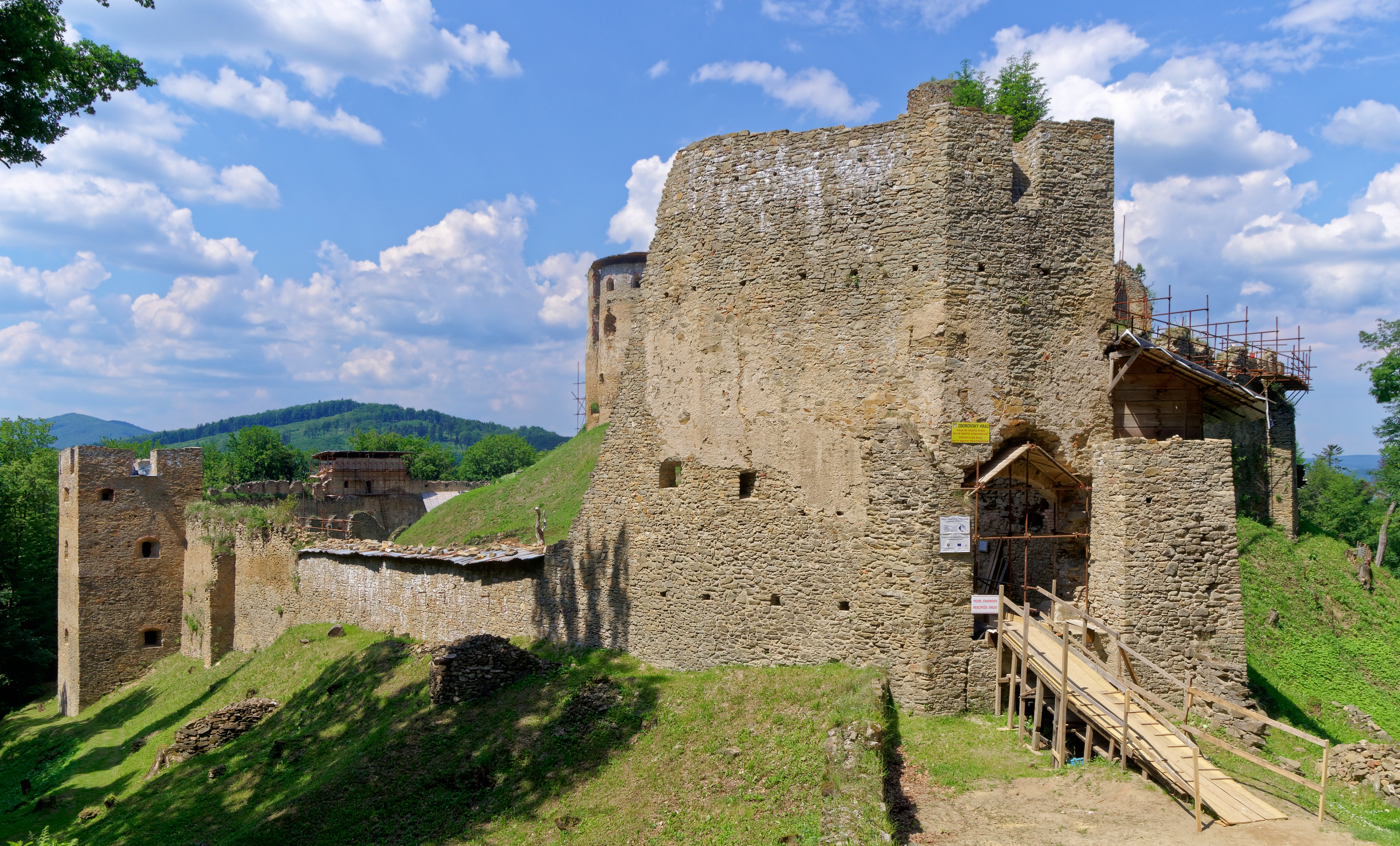
První brána

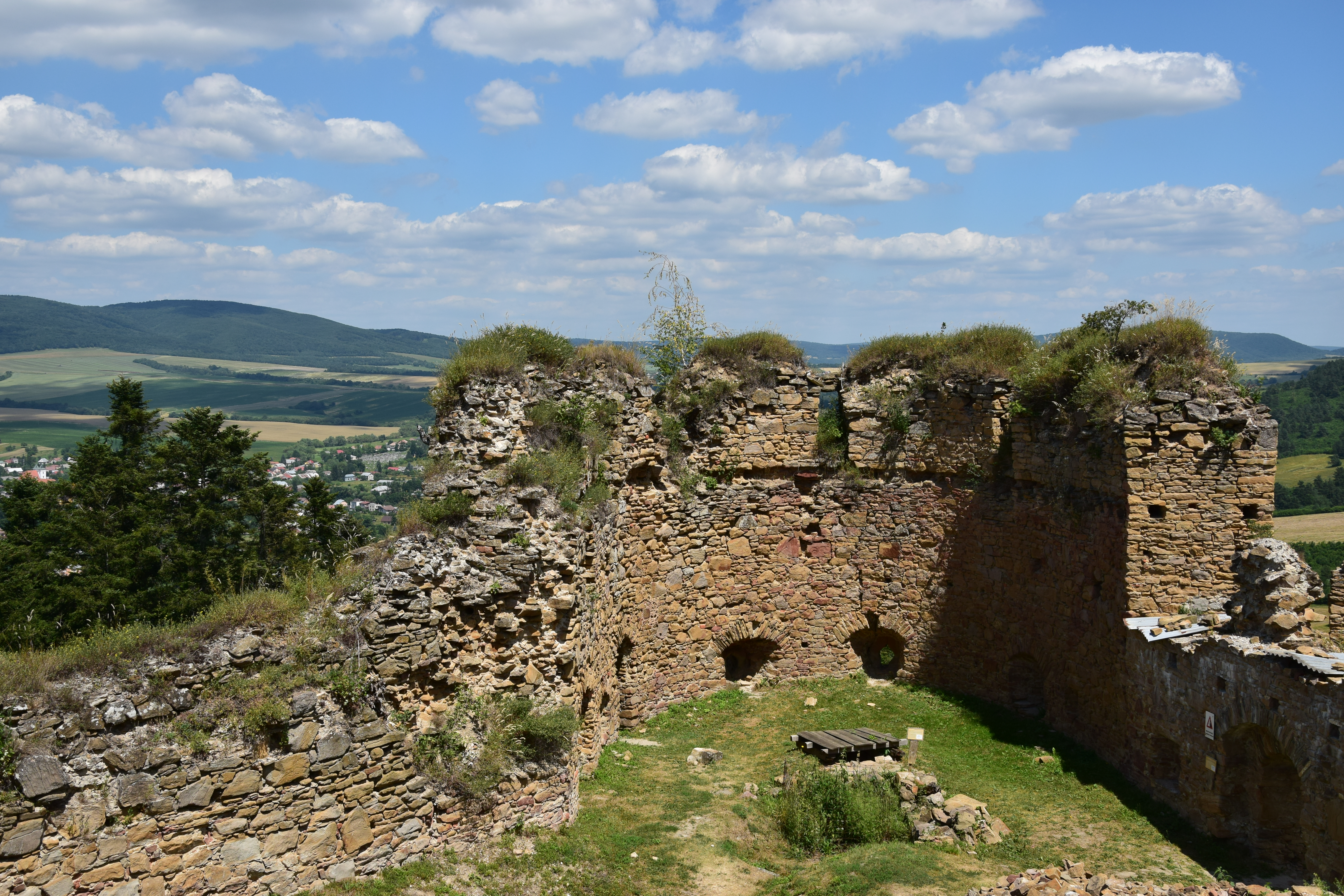
Bašta v horním hradě

Původní královský gotický hrad tvořilo nádvoří zhruba trojúhelníkového půdorysu s obrannou zdí, hranolovou věží (donjon), palácem a kaplí. V 14.–16. století ho postupně vlastnili šlechtické rodiny Cudarovců, Rozgonyiovců a Tarczayovců. Pravděpodobně za panství Cudarovců bylo přistavěno druhé nádvoří s nejméně dvěma polokruhovými baštami.
K zásadní přestavbě gotického jádra a modernizaci výzbroje došlo v druhé polovině 16. století, v době, kdy hrad patřil Šeredyovcům. Tyto zásadní stavební změny byli vyvolány jak akutním tureckým nebezpečím tak i novými vyššími nároky na bytovou kulturu.
Kromě úprav na horním hradě bylo přestavěno a rozšířeno druhé nádvoří a přibylo třetí nádvoří s polygonální a polokruhovou baštou, obrannou zdí s ochozem a střílnami a důmyslnou vstupní branou zabezpečenou padacím mostem.
Dolní (třetí) nádvoří bylo předěleno zdmi, což umožňovalo lepší kontrolu přístupu do středního nádvoří, v jeho západní části byly k hradební zdi přistavěny hospodářské objekty. Renesančními stavebními úpravami podle italských vzorů byl zdokonalen zastaralý a nevyhovující fortifikační systém a vzniklo pohodlné zeměpanské sídlo splňující nejnáročnější dobové požadavky bydlení. Rákociovci, kteří vlastnili hrad v 17. století, se věnovali už jen jeho údržbě.
V druhé polovině 17. století se přestěhovali do kaštelu ve Zborově. Za povstání Imricha Tökölyho, navzdory silnému odporu obránců vedených jeho manželkou Helenou Zrínskou, byl hrad 14. října 1684 dobyt císařskými vojsky generála Schultze. V roce 1666 slavil na hradě svatbu s Helenou Zrínskou její první manžel František Rákoci I., který zde o deset let později i zemřel. Hrad byl v inventáři z roku 1704, v době povstání Františka Rákociho II., uváděn jako funkční.
Hradní zřícenina byla v době první světové války značně poškozena. Hradní kopec byl už v roce 1926 vyhlášen chráněnou oblastí a jeho ochrana byla rozšířena v roce 1950 vyhlášením za státní přírodní rezervaci, což ho zařazuje mezi nejstarší chráněná území na Slovensku. Ochrana je zde zaměřena hlavně na mohutné několiksetleté jedince dubu letního vysazeného podél přístupové cesty ke hradu.